# 普费蒂赛姆
普费蒂赛姆（法語：Pfettisheim，发音：[pfɛtisaim]）是法国下莱茵省的一个市镇，属于萨韦尔讷区和布克斯维莱尔县（Bouxwiller）。该市镇总面积4.84平方公里，2009年时的人口为780人。

## 人口
普费蒂赛姆人口变化图示